# Врецьона Євген Омелянович
Євген Врецьона (псевдо: «Беран», «Волянський», «Ґанді», «Ґенко (1)», «Турчин» та інші, 1 жовтня 1905, Винники, Львівський повіт, Королівство Галичини та Володимирії — 4 лютого 1975, Базель, Швейцарія) — український громадський та військовий діяч, провідний діяч Української військової організації і Організації українських націоналістів, член Української головної визвольної ради.
Є однією із найбільш яскравих і втаємничених фігур українського націоналістичного руху 1920—1970 років. Відіграв визначальну роль у виробленні зовнішньополітичних орієнтацій, тенденцій розвитку, тактики і стратегії українського націоналістичного руху під егідою Української військової організації та Організації українських націоналістів.

## Життєпис
Народився 1 жовтня 1905 року у Винниках (вул. Піддіброва, 5), під Львовом. Його батько, Омелян Врецьона, був унтер-офіцером Австрійської армії, потім-офіцером Української Галицької армії. Мати — Марія (Банах). Виховання в сім'ї велось в патріотичному дусі.
Ще під час навчання в гімназії Євген став членом «Пласту» (Курінь «Лісові Чорти»), займався організацією зустрічей пластунів Західної України. Згідно з спогадами Володимира Янева входив до самостійного Гуртка старших пластунів імені Бою під Крутами.
У Винниках він був одним із засновників української спортової організації «Дніпро».
1925 — керівник прогулянки об'єднаних гуртів 1 -го і 7-го пластових юнацьких куренів, де відбулася зустріч пластунів Західної України. Він завжди проявляв ініціативу та організовував нові форми пластової діяльності, як, наприклад, пластовий кооператив у Винниках.
Набув фах інженера-хіміка, закінчивши у 1933 Вищу технічну школу у Празі, дописував до професійного часопису «Технічні вісті».
Став членом УВО, а пізніше — ОУН. В 1927 році він познайомився з Євгеном Коновальцем і невдовзі став одним з його найближчих сподвижників. В лютому 1930 став керівником військово-вишкільної референтури Крайової Екзекутиви ОУН. З 1930 року неодноразово арештовувався польською поліцією.
Зокрема, улітку 1931 року разом з іншими опинився на лаві обвинувачених у процесі над членами ОУН М. Ласійчуком та В. Саляком та деякими іншими членами ОУН, викритими та заарештованими у зв'язку з підготовкою нападу на радянське консульство у Львові у відповідь на більшовицькі репресії проти української інтелігенції у Наддніпрянській Україні. Слухання тривали у Львові з 18 червня по 3 липня 1931 року, і судом присяжних Євгена Врецьону було звільнено за браком доказів.
Після засудження та страти Василя Біласа та Дмитром Данилишиним польською владою за напад на пошту у Городку, ОУН здійснило у цій справі власне розслідування з метою встановлення осіб, винних за провал операції, за наслідками якого було виправдано фактичного керівника акції у Городку Миколу Лебедя та усунуто з посади Крайового провідника ОУН Богдана Кордюка («Нового»). На організаційному суді ОУН, який здійснював розгляд цієї справи, Євген Врецьона виконував обов'язки секретаря.
Брав участь у Конференції Проводу ОУН з представниками Крайової Екзекутиви ОУН, яка відбулася у період з 3 по 6 червня 1933 року у Берліні як співпрацівник Проводу ОУН.
У 1934 році був редактором перших 6 чисел українського спортово-виховного тижневика «Готові», який виходив з ініціативи та силами ОУН.
Був одним з авторів місячника «Студентський шлях».
Липень 1934 — квітень 1936) — був ув'язнений в концтаборі у Березі Картузькій. Після звільнення влаштувався на роботу у новоствореному банку для української кооперації під назвою «Промбанк», згодом виїхав до Праги, де також вів активну громадську та політичну діяльність.
У другій половині 1930-их рр. влаштував у Винниках нелегальну лабораторію з виготовлення вибухівки для ОУН..

### У Карпатській Україні
1938–1939 — був одним з організаторів військових частин (Карпатська Січ) у Карпатській Україні. Разом з колишніми членами Крайової Екзекутиви ОУН на Західноукраїнських землях Іваном Габрусевичем («Джоном»), Михайлом Колодзінським(«Гузаром»), Зеноном Коссаком («Тарнавським»), Романом Шухевичем («Щукою»), Олексою Гасином («Лицарем») та іншими входив до так званої групи «крайовиків», яка вважала, що у своїй діяльності ОУН має керуватися лише українськими інтересами без огляду на інтереси інших сторонніх сил.
Був одним з членів Генерального штабу Карпатської Січі, який очолював полковник Михайло Колодзінський-«Гузар», та керівником розвідувального відділу. Наказом Генерального штабу Карпатської Січі від 6 лютого 1939 року Врецьоні було присвоєно звання чотар. Згодом був призначений також на посаду інспекційного старшини Хустського гарнізону Карпатської Січі, в обов'язки якого входило здійснення регулярних перевірок та оглядів стану гарнізону, контроль за проведенням підстаршинського інструкторського та інструкторського курсів жіночих відділів Карпатської Січі у Хусті.
У ніч з 13 на 14 березня 1939 року, коли вирішувалося питання щодо озброєння частин Карпатської Січі для протидії угорським військам, які розпочали наступ на територію краю, Євген Врецьона разом з чотаром Л. Криськом (Крісом) передав коменданту Хустського коша Карпатської Січі наказ відрядити Першу булавну сотню до будинку Уряду Карпатської України для отримання зброї зі складу чехословацької жандармерії.
15 березня 1939 року на заклик Начальної команди новостворюваних збройних сил незалежної Карпатської України зголосився до штабу Національної Оборони Карпатської України.
У середині березня 1939, після окупації мадярськими військами Карпатської України та програного бою під Буштином потрапив в угорський полон.
Після звільнення жив у Празі, Відні, з кінця 1939 — в м. Кракові.
Після розколу ОУН в лютому 1940 року став членом ОУНР.

### Діяльність під час та після Другої Світової війни
Після початку Другої світової війни у Кракові увійшов до референтури Служби безпеки ОУН(б), керівником якої був Василь Турковський-«Павло».
Був одним з організаторів Українського національного комітету у Кракові у 1941.
14 червня 1941 р. разом з іншими українськими політичними та громадськими діячами підписав Відозву до українського народу з закликом до об'єднання для всіх патріотичних сил для відновлення Української держави.

### Участь у створенні Української народної міліції улітку 1941 році
Після вибуху німецько-радянської війни у червні 1941 року Євген Врецьона у складі похідної групи ОУН (б) на чолі з Ярославом Стецьком та Василем Куком переходить лінію кордону і 30 червня 1941 року опиняється у Львові.
2 липня 1941 року вступив до Української народної міліції (УНМ) та очолював міську команду УНМ до моменту її розпуску 11-12 (за іншими даними 15) серпня 1941
Важливу роль Євгена Врецьони у створенні української міліції Львова разом з Іваном Равликом улітку 1941 відзначав і учасник тих подій Василь Кук
Ярослав Стецько також згадував, що Врецьона перебрав пост «президента поліції» від Івана Равлика.

### Діяльність після серпня 1941 року
Євген Врецьона був членом Проводу ОУНР, деякий час — заступником референта СБ ОУН (б). В 1942 брав активну участь у створенні УПА. Як член референтури зовнішніх зв'язків ОУН в 1943-44 рр., займався налагодженням контактів із закордоном. В 1943 разом з М. Лебедем вів перемовини між УПА та польською АК у Львові. В грудні 1943 року був у складі української делегації на переговорах в Будапешті про нейтралітет та співпрацю між угорськими військами та УПА. Ця домовленість тривала до березня 1945 року, тобто до падіння Будапешта.
11—15 липня 1944 року поблизу сіл Недільна та Сприня на Самбірщині під охороною відділів УПА відбулися Установчі збори Української Головної Визвольної Ради — підпільного парламенту і уряду України, в яких Є.Врецьона не зміг взяти участі, але був обраний членом УГВР і за її рішенням в 1945 році направлений до Італії з метою встановлення контактів із англо-американськими союзниками, але при переході кордону був інтернований швейцарською владою і не зміг виконати своєї місії.
Був учасником Закордонного Представництва УГВР, а в 1948–1950 рр. виконував обов'язки президента, замість М. Лебедя. Був активним дописувачем до часописів «Сучасна Україна» та «Сучасність».
Помер 4 лютого 1975 року. Похований в Базелі, Швейцарія.

## Цікаві факти
У місті Винниках є вулиця Євгена Врецьони.
Зараз у Винниках (передмістя Львова) проживають нащадки рідної сестри Євгена Врецьони Іванки.
Брат Євгена — Володимир був діячем ОУН та членом-засновником Українського Лікарського Товариства в США та Українського Інституту Америки.

## Праці
- Євген Врецьона. Фраґменти з життя та боротьби. — Вид-во «Гадяч», 2006. — 323 с.
- Врецьона Є. Мої зустрічі з Полковником // Євген Коновалець та його доба. — Мюнхен, 1974